# 貝爾克里克鎮區 (密歇根州)
貝爾克里克鎮區（英語：Bear Creek Township）是位於美國密歇根州埃米特縣的一個行政鎮區。

## 地方資料
貝爾克里克鎮區的面積為118.30平方千米，當中陸地面積為102.40平方千米，而水域面積為15.90平方千米。根據2020年美國人口普查的數據，當地共有人口6542人，而人口密度為每平方千米55.3人。